# Carlos Botet Vehí
Carlos Botet Vehí (1898-1987) fue un militar español.

## Biografía
Nacido en Barcelona en 1898, a temprana edad ingresaría en el ejército. Perteneció al arma de artillería.
Tras el estallido de la Guerra civil se mantuvo leal a la República, integrándose posteriormente en el Ejército Popular de la República. Llegaría a convertirse en el principal jefe de la artillería republicana en el frente de Aragón, y durante la ofensiva de Brunete estuvo al mando de la artillería gubernamental que intervino en la batalla. Más adelante sería comandante general de artillería del Grupo de Ejércitos de la Región Oriental (GERO). En el transcurso de la contienda alcanzó el rango de coronel.
Al acabar la guerra sería procesado y condenado a muerte, si bien esta pena le sería conmutada por una condena de treinta años de prisión.